# André Santini
Pour les articles homonymes, voir Santini.
André Santini, né le 20 octobre 1940 à Paris, est un juriste et homme politique français.
Docteur en droit, membre des gouvernements Jacques Chirac II et François Fillon II et ancien député de la 10e circonscription des Hauts-de-Seine, il est maire d'Issy-les-Moulineaux depuis 1980 et vice-président de la métropole du Grand Paris depuis 2016. Il dirige également le Syndicat des eaux d’Ile-de-France depuis 1983.

## Biographie

### Origines familiales
Fils du commerçant Marcel Santini et d'Antoinette Ceccaldi, André Santini naît à Paris dans le 14e arrondissement. Il est d'origine corse. Il est également le neveu du pionnier des hélicoptères de l'armée de l'air, le colonel Alexis Santini (1914-1997), et de ce fait le neveu par alliance de sa veuve, le médecin général inspecteur Valérie André, première femme à être nommée générale dans l'armée française.

### Études et carrière
Après des études secondaires au lycée Pasteur de Neuilly-sur-Seine, André Santini intègre la faculté de droit et des sciences économiques, l'Institut d'études politiques de Paris, l'École nationale des langues orientales vivantes et enfin l'Institut des hautes études internationales à Paris.
À l'issue de ces études, André Santini est docteur en droit (1985), diplômé d'études supérieures en science politique et diplômé de japonais. Il est début 2011 maître de conférences à l'université.

### Parcours politique
Au Parti social-démocrate (PSD), André Santini devient membre du bureau politique en 1980 puis assure la fonction de secrétaire général du parti de 1986 à 1995. À l'UDF, il est en 1983 délégué national chargé des problèmes de sécurité, puis en 1988 chargé des relations avec les fédérations départementales ; il en est secrétaire général adjoint en 1993, puis vice-président en 1992. En 1995, il est secrétaire général de Force démocrate, puis vice-président en 1998, lorsque FD devient la Nouvelle UDF. En 2003, il est élu président de la fédération d'Île-de-France de l'UDF.
Président du Syndicat des eaux d'Île-de-France (SEDIF) depuis 1983, André Santini a été vice-président du groupe d'étude sur les problèmes de l'eau et vice-président du groupe d'étude sur les voies d'eau et les voies navigables. André Santini est vice-président de l'Agence de l'eau Seine-Normandie en 1987, président du Comité de bassin Seine-Normandie depuis septembre 2005 (réélu pour un second mandat le 18 septembre 2008). En 2008, l'assemblée générale du SEDIF a donné lieu à un débat animé et une véritable concurrence pour la présidence : André Santini a battu Jacques Mahéas, soutenu par les tenants d'un retour en gestion publique de l'eau.
En 1988-1990, il est président puis président d'honneur de la Fédération nationale des sociétés d'économie mixte (FNSEM).
Du 8 avril 1993 au 5 avril 1994, il est président de la commission de la production et des échanges.
Du 13 juin 1997 au 30 septembre 1998, il est vice-président de l'Assemblée nationale. Il est coprésident du groupe d'études Internet, technologies de l'information et de la communication et commerce électronique.
Président-fondateur puis président honoraire du Forum pour la gestion des villes et collectivités territoriales, il est coprésident puis président du Mouvement national des élus locaux (MNEL) depuis 2000 et du réseau des villes internationales Global Cities Dialogue en 2001-2002. En 1988, il est vice-président, puis président délégué en 1996, de l'Association française du conseil des communes et régions d'Europe, président de l'Association des villes marraines de bâtiments de guerre.
À partir de 2000, il copréside avec Charles Pasqua le syndicat mixte de l'île Saint-Germain, fondé pour gérer le projet de musée d'art contemporain, la Fondation Hamon dont la gestion fait actuellement l'objet d'une procédure judiciaire. Dans cette affaire, André Santini a été mis en examen le 3 juin 2006 par un juge d'instruction du tribunal de Versailles (Yvelines) pour « prise illégale d'intérêt ».
En 2001-2002, il est premier vice-président du conseil général des Hauts-de-Seine, puis conseiller régional d'Île-de-France en 2004.
Il conduit la liste UDF aux élections régionales de 2004, qui arrive en 3e position. Durant ce scrutin, il a inventé, avec son équipe de campagne la fameuse « dédémobile ».
Il est aussi vice-président de la communauté d'agglomération Grand Paris Seine Ouest (Issy-les-Moulineaux, Boulogne-Billancourt, Sèvres, Meudon, Vanves, Ville-d'Avray et Chaville), vice-président du Syndicat mixte des Coteaux et du Val de Seine et est en outre vice-président des groupes d'amitié avec l'Arménie (fervent soutien de la cause arménienne et importante communauté arménienne à Issy-les-Moulineaux), la Chine, l'Iran et Cuba en plus d'être président du groupe d'amitié entre la France et la Corée du Sud à l'Assemblée nationale.
Il apporte son soutien à Nicolas Sarkozy en février 2007, avant même le premier tour de l'élection présidentielle, ce qui lui vaut d'être suspendu de l'UDF. Il intègre par la suite le Nouveau Centre, dont il devient vice-président.
Le 19 juin 2007, dans le gouvernement Fillon II, il est nommé secrétaire d'État chargé de la Fonction publique, auprès du ministre du Budget, Éric Woerth. À la suite de cette nomination, c'est son suppléant, l'UMP Frédéric Lefebvre, ancien conseiller de Nicolas Sarkozy, qui siège à l'Assemblée. Le 16 septembre 2007, en visite officielle en Chine pour le week-end en tant que maire d'Issy-les-Moulineaux, sa ville étant jumelée avec un district de Pékin, il est victime d'un malaise cardiaque. Hospitalisé à Pékin, conscient, il est rapatrié en France et hospitalisé quelques jours au Val-de-Grâce.
André Santini fait l'objet d'une mise en examen pour « détournement de fonds publics, faux et prise illégale d'intérêt » dans l'affaire dite de la Fondation Hamon. Il a néanmoins été nommé au gouvernement, mettant fin à ce que les médias appelaient « la jurisprudence Balladur » et qui voulait que depuis le gouvernement de ce dernier, une personne mise en examen ne pouvait être membre du gouvernement. Son pourvoi formé contre un arrêt rendu le 26 septembre 2007 par la cour d'appel de Versailles, qui avait déclaré irrecevable sa requête en annulation de procédure, a été rejeté par la Cour de cassation le 20 février 2008.
Le 20 mars 2009, la chambre de l'instruction de la Cour d'appel de Versailles rend un arrêt demandant au juge d'instruction de caractériser « l'élément intentionnel » des « détournements de fonds publics », et « l'élément matériel » du délit de « prise illégale d’intérêts », estimant que le délit de « détournements de fonds publics », comme celui de « prise illégale d’intérêts » ne sont pas caractérisés,,.
À l'occasion d'un remaniement ministériel, le 23 juin 2009, il quitte son poste de secrétaire d'État chargé de la Fonction publique. Il retrouve son siège à l'Assemblée nationale le mois suivant, bénéficiant d'une loi votée en décembre 2008 permettant aux membres du gouvernement sortant de retrouver leur siège de parlementaire sans passer par une élection partielle.
Nommé membre du conseil de surveillance de la Société du Grand Paris le 8 juillet 2010, il en devient le président le 21 juillet suivant, élu avec 14 voix et 6 abstentions. Son élection à l'âge de 69 ans est critiquée par l'opposition, alors que le Parlement avait posé une limite de 65 ans et qu'il est mis en cause dans une affaire judiciaire. André Santini démissionne le lendemain du conseil régional d'Île-de-France mais — la présidence du conseil de surveillance de la Société du Grand Paris n'étant pas rémunérée — il conserve ses mandats de maire d'Issy-les-Moulineaux, député de la 10e circonscription Hauts-de-Seine, président du comité de bassin de l'Agence de l'eau Seine-Normandie, président du Syndicat des eaux d'Île-de-France et vice-président de la communauté d'agglomération du Grand-Paris-Seine-Ouest, et déclare dans la presse en juillet 2010 : « un certain cumul est plus une force qu'une faiblesse ».

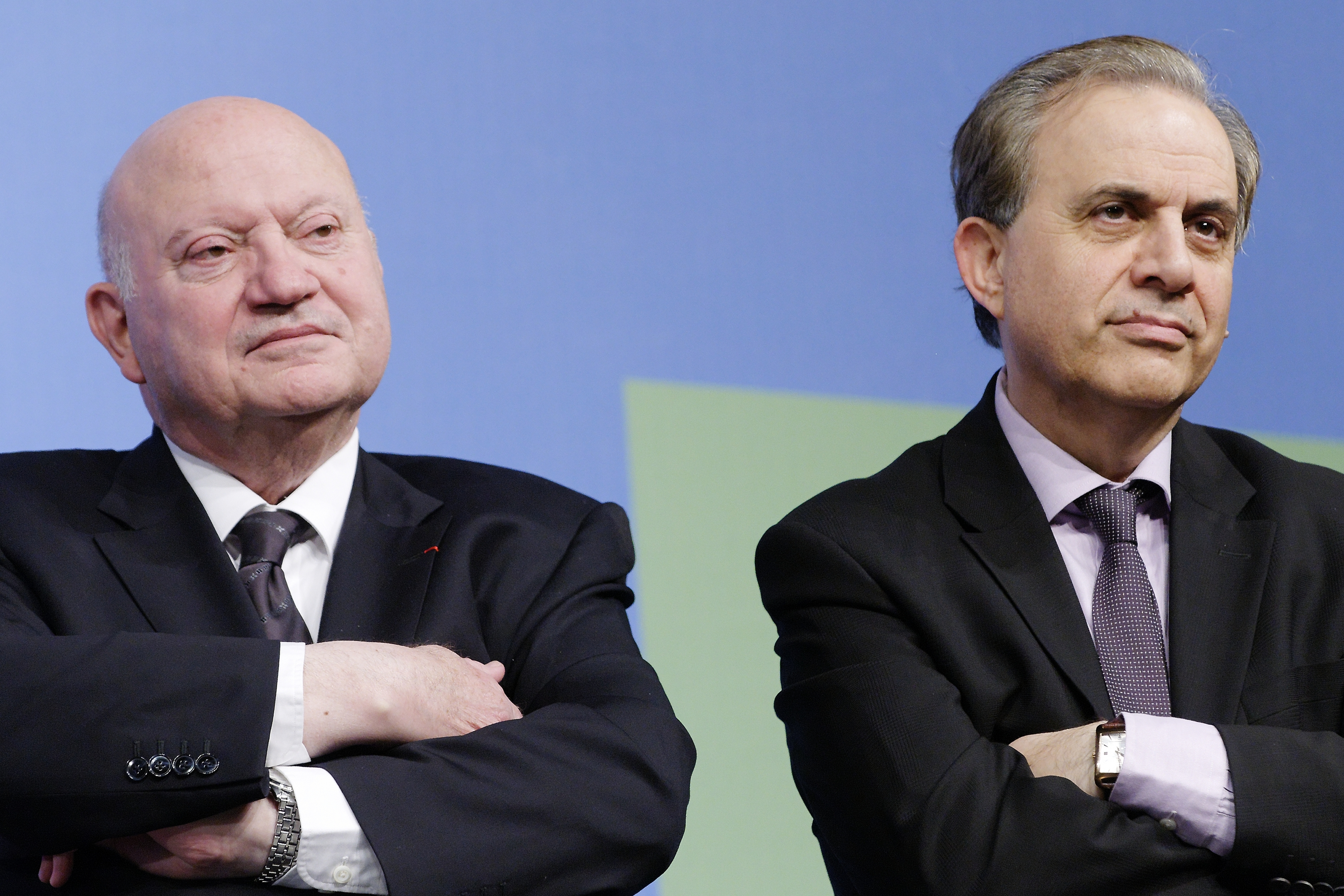
André Santini et Roger Karoutchi lors de la campagne régionale de 2010.

Durant la XIIIe législature (2007-2012), André Santini était membre de la commission des affaires étrangères de l'Assemblée nationale.
Il est de nouveau candidat aux élections législatives de 2012 dans la 10e circonscription des Hauts-de-Seine et affronte pour la troisième fois, entre autres, Lucile Schmid, candidate d'Europe Écologie Les Verts, transfuge et néanmoins investie par le PS. En juin 2012, il est réélu dans la 10e circonscription des Hauts-de-Seine avec 53,26 % des voix. Au cours de cette législature (2012-2017), André Santini est de nouveau membre de la commission des affaires étrangères et également président du groupe d'amitié France - Corée du Sud et vice-président du groupe d'amitié France - Arménie.
Le 21 octobre 2012, à la Mutualité, André Santini participe au lancement de l'Union des démocrates et indépendants (UDI), le nouveau parti de centre-droit présidé par Jean-Louis Borloo.
En mars 2014, il est réélu maire d'Issy-les-Moulineaux après que sa liste a obtenu 67 % des voix au premier tour.
Il est élu, le 22 janvier 2016, troisième vice-président de la métropole du Grand Paris, chargé de la stratégie économique.
Il soutient Alain Juppé pour la primaire présidentielle des Républicains de 2016.
En février 2017, il est réélu à la tête du SEDIF, le Syndicat des eaux d'Île-de-France (fonction qu'il occupe depuis 1983), mais annonce qu'il ne se représente pas pour un nouveau mandat de député. Le magazine Capital le cite avec Jean-Christophe Cambadélis parmi les députés les moins impliqués à l’Assemblée nationale de 2012 à 2017.
En avril 2017, il soutient Jeremy Coste pour le remplacer, soutenant sa candidature en étant son suppléant. Jérémy Coste est battu (61 % contre 39 %) par Gabriel Attal, candidat de La République en marche. Cet échec le conduit à démettre cinq de ses adjoints au conseil municipal, qu'il accuse de trahison pour avoir supposément soutenu son adversaire.
Lors des élections municipales de 2020, il est candidat à sa réélection, avec le soutien d'une coalition composée notamment de l'UDI, des Républicains et de La République en marche. Sa liste l'emporte dès le premier tour, avec 60,3 % des voix.

## Détail des mandats et fonctions

### Fonctions politiques
- Secrétaire général du Parti social-démocrate (1985-1995)
- Coprésident puis président du Mouvement national des élus locaux (depuis 2000)
- Secrétaire général de Force démocrate (1995)
- Président de la fédération UDF d'Île-de-France ; secrétaire général adjoint, puis vice-président de l'Union pour la démocratie française (jusqu'en 2007)
- Président délégué, puis vice-président du Nouveau Centre
- Président du CA Maison de retraite Lasserre (Issy-les-Moulineaux).

### Mandats locaux
- 1971 - 1977 : 1er adjoint au maire de Courbevoie (Hauts-de-Seine)[1]
- 1977 - 1980 : adjoint au maire d'Issy-les-Moulineaux[1]
- depuis le 3 février 1980 : maire d'Issy-les-Moulineaux[4]
- 19 mars 2001 - 15 juillet 2002 : 1er vice-président du conseil général des Hauts-de-Seine[4]
- 2004 - 2010 : président de la communauté d'agglomération Arc de Seine
- 29 mars 2004 - 2 décembre 2004 ; 22 mars 2010 - 22 juillet 2010 : conseiller régional d'Île-de-France
- depuis le 22 janvier 2016 : vice-président de la métropole du Grand Paris (MGP) chargé de la Stratégie économique

### Mandats parlementaires
- 13 juin 1988 - 5 avril 2001 : député de la 10e circonscription des Hauts-de-Seine (démission)[4]
- 19 juin 2002 - 19 juillet 2007 : député de la 10e circonscription des Hauts-de-Seine (nommé au gouvernement)[4]
- 24 juillet 2009 - 20 juin 2017 : député de la 10e circonscription des Hauts-de-Seine[4]

### Fonctions ministérielles
- 20 mars 1986 - 29 septembre 1987 : secrétaire d'État aux Rapatriés[4]
- 29 septembre 1987 - 10 mai 1988 : ministre délégué auprès du ministre de la Culture et de la Communication, chargé de la Communication[4]
- 19 juin 2007 - 23 juin 2009 : secrétaire d'État auprès du ministre du Budget, chargé de la Fonction publique[4]

## Affaires

### Affaire de la Fondation Hamon
Le 21 janvier 2013, le tribunal correctionnel de Versailles condamne André Santini à deux ans de prison avec sursis, à une amende de 200 000 € et à cinq ans d'inéligibilité ; il est relaxé en appel, le 23 septembre 2015, par la cour d'appel de Versailles. Le parquet général se  pourvoit en cassation. La cour de cassation ordonne un troisième procès pour André Santini portant uniquement sur le délit annexe de prise illégale d'intérêts, rendant définitive sa relaxe concernant le détournement de fonds publics. Le 20 mars 2018, il est relaxé du délit annexe de prise illégale d'intérêts par la cour d'appel de Paris.

### Accusations d'«agression sexuelle» et de «harcèlement sexuel et moral»
À l'été 2022, Le Monde annonce qu'André Santini fait l'objet de plaintes auprès du parquet de Nanterre pour « agression sexuelle », « harcèlement sexuel » et « harcèlement moral » de la part de son ex-chef de cabinet et de son ancien huissier, qui lui reprochent un phénomène d'emprise et de soumission et dénoncent des centaines d'attouchements. André Santini conteste l'intégralité des faits qui lui sont reprochés, et les qualifie de « propos diffamatoires qu'il entend poursuivre ». Le parquet ouvre une enquête préliminaire le 5 juillet 2022, puis une information judiciaire le 21 octobre 2024.
André Santini fait voter par le conseil municipal de sa commune une protection fonctionnelle, soit la prise en charge des frais de justice par l’assurance de la commune. Le 21 novembre 2022, il est visé par une nouvelle plainte pour « prise illégale d'intérêt » par les deux mêmes collaborateurs. L'action en justice est justifiée par le refus d'accorder à ces anciens collaborateurs municipaux une assistance juridique. Cette plainte est accompagnée d'enregistrements audio d'échanges avec André Santini.

### Élus d'opposition poursuivis pour outrage
Trois élus socialistes étaient jugés début juillet 2023 pour outrage après avoir, en mai 2020, interpellé André Santini sur les délégations relatives aux communautés juive et arménienne confiées à deux de ses adjoints. Les trois élus d'opposition sont relaxés, alors qu'André Santini est condamné à des dommages et intérêts pour procédure abusive. André Santini annonce son intention de faire appel.

### Injures publiques
En mars 2012, il est condamné pour injures publiques envers Joseph Dion. 
Le 30 mai 2013, sa condamnation pour injure publique envers Lucile Schmid est confirmée en appel.
Le 2 décembre 2014, il est condamné à 1 000 € d'amende, en première instance, pour « injure publique » envers Serge Brière, responsable local d'Europe Écologie Les Verts et candidat sans étiquette aux municipales de mars 2014. Cette condamnation est confirmée en appel le 17 septembre 2015.

### Plainte pour «outrage sexiste»
André Santini qualifie deux élues de « pin-up » lors du comité du Syndicat des eaux d’Île-de-France (Sedif) du 21 décembre 2023. Une plainte pour « outrage sexiste » est déposée.

## «Bons mots»
André Santini se taille une réputation dans la « salle des Quatre colonnes » de l'Assemblée nationale où les journalistes relèvent ses jeux de mots et ses bons mots à destination tant de ses opposants que de ses camarades : il est plusieurs fois de suite élu par la presse « député le plus drôle »[réf. nécessaire], en étant gratifié du prix de l'humour politique :
- en 1989 pour avoir déclaré : « Saint Louis rendait la justice sous un chêne. Pierre Arpaillange la rend comme un gland ! »[44].
- puis en 1990 où il reçoit le « prix du récidiviste » pour avoir déclaré : « Mgr Decourtray n'a rien compris au préservatif. La preuve, il le met à l'index. »
- en 1996, il reçoit le « prix d'Excellence » pour avoir déclaré : « Alain Juppé voulait un gouvernement ramassé, il n'est pas loin de l'avoir », et un accessit pour : « Je me demande si l'on n'en a pas trop fait pour les obsèques de François Mitterrand. Je ne me souviens pas qu'on en ait fait autant pour Giscard. »

En 1991, il crée le « Club des parlementaires amateurs de havane », dont il est président à vie. À ce sujet, il déclare en 2003 consacrer 1 000 € par mois à l'achat de ses cigares.

## Ouvrages
- L'Aide de l'État à la presse, PUF, 1965
- Le Régime fiscal des sociétés étrangères en droit comparé, éditions A. Pedone, 1985
- Sécurité, enjeu public no 1 avec Jean-Pierre Pierre-Bloch, éditions Carrère-Lafon, 1985
- L'État et la presse, Litec, 1990
- C'est mon opinion et je la partage, Albin Michel, 1992
- Mieux vaut en rire : défense et illustration de l'humour en politique, 1995
- De tabou à boutade : le véritable dictionnaire du politiquement correct, Michel Lafon, 1996
- Ces imbéciles qui nous gouvernent, 1998
- La Gaule racontée aux Gaulois, 1999
- Des vessies et des lanternes - Pour en finir avec la république des experts, éditions no 1, 2000
- Bestiaire politique : le carnaval des animaux, Plon, 2002
- Ô Corse, île d'humour, avec Pierre Dottelonde, Le Cherche-midi, 2004  (ISBN 2-7491-0290-1)
- Clés pour Internet, Economica (préface), 2006
- Le Santini, Le Cherche-Midi, 2011
- avec Mireille Dumas, Maire célibataire, Le Cherche Midi, 2019

## Distinctions et hommages
- Commandeur de l'ordre des Arts et des Lettres

André Santini est chevalier de la Légion d'honneur et médaille d'or de la Jeunesse et des Sports.
Il a reçu, en 2009, le Trophée du « Visionnaire de l'année » à New York, décerné par l'Intelligent Community Forum, un groupe de réflexions américain qui étudie le développement économique et social des collectivités locales du XXIe siècle.
Le 30 janvier 2012, Bernard Benhamou, délégué aux usages de l’Internet auprès du ministre de l’Enseignement supérieur et de la Recherche, lui a remis une « e-toile d’or » pour son action en faveur du numérique et l’impact positif sur le développement de la ville.
Il est président à vie du jury du prix Iznogoud, dont il a été lauréat en 2004.
André Santini est membre de l'Académie Alphonse-Allais.